# Финал Кубка шотландской лиги 1957
Финал Кубка шотландской лиги 1957 года — финальный поединок розыгрыша Кубка шотландской лиги сезона 1957/58, состоявшийся 19 октября 1957 года на стадионе «Хэмпден Парк» в Глазго, в котором встречались клубы «Old Firm» — «Селтик» и «Рейнджерс». Победителями в этой встрече стали футболисты «кельтов», разгромившие своих оппонентов со счётом 7:1, что является сразу двойным рекордом — лучшей победой «бело-зелёных» за всю историю противостояния «Старой Фирмы» и самым крупным выигрышем в решающих матчах британских профессиональных кубков.
Этот матч также часто называется «„Хэмпден“ в лучах солнца» (англ. Hampden in the Sun) по песне, которую сочинили болельщики «Селтика» в честь этой победы. Впоследствии это название стало нарицательным и его часто использовали в других песнях, стихах и книгах.

## Путь к финалу

### «Селтик»
| Раунд         | Дата             | Принимающая команда | Гостевая команда | Счёт |
| ------------- | ---------------- | ------------------- | ---------------- | ---- |
| Четвертьфинал | 11 сентября 1957 | Селтик              | Терд Ланарк      | 6:1  |
| Четвертьфинал | 14 сентября 1957 | Терд Ланарк         | Селтик           | 0:3  |
| Полуфинал     | 28 сентября 1957 | Селтик              | Клайд            | 4:2  |

### «Рейнджерс»
| Раунд         | Дата             | Принимающая команда | Гостевая команда | Счёт |
| ------------- | ---------------- | ------------------- | ---------------- | ---- |
| Четвертьфинал | 11 сентября 1957 | Килмарнок           | Рейнджерс        | 2:1  |
| Четвертьфинал | 14 сентября 1957 | Рейнджерс           | Килмарнок        | 3:1  |
| Полуфинал     | 28 сентября 1957 | Рейнджерс           | Брихин Сити      | 4:0  |

## Обзор матча
«Селтик» участвовал в финале в статусе текущего обладателя Кубка лиги, «Рейнджерс», в свою очередь, был действующим чемпионом Шотландии. Впервые в решающем поединке сошлись клубы «Old Firm». Сам матч прошёл под безоблачным солнечным небом 19 октября 1957 года.
Первые двадцать минут встречи игрались с большим преимуществом «Селтика», «кельты» много атаковали, дважды опасно били по воротам голкипера «Рейнджерс» Джорджа Нивена. Первый гол состоялся на 22-й минуте матча — инсайд «бело-зелёных» Сэмми Уилсон после навеса Чарли Талли переправил мяч в цель. Защита «джерс» оправилась от такого удара, и до конца первого тайма стойко сдерживала атаки «кельтов». Однако на 44-й минуте вингер «Селтика» Нил Мохан совершил сольный проход со своего левого фланга, по пути обыграв несколько футболистов соперника, и вонзил мяч в дальний нижний угол ворот «Рейнджерс». После перерыва феерия «бело-зелёных» продолжилась. Через восемь минут после начала второго тайма Билли Макфейл с подачи Бобби Коллинза довёл счёт до крупного. Пятью минутами позднее игрок «джерс» Билли Симпсон сумел сквитать один мяч. Однако данное событие послужило лишь «катализатором» к ещё более активным действиям «кельтов» в атаке. В следующие 17 минут «дубли» оформили Макфейл и Мохан, соответственно.
На 80-й минуте Макфейл забил свой третий мяч в матче, примечательно, что все голы центральный нападающий забил головой. Когда минутная стрелка делала свой последний девяностый круг, Билли был сбит в штрафной «Рейнджерс». Макфейл отказался сам бить пенальти. Забив четвёртый гол, форвард мог поставить рекорд в матчах дерби «Старой Фирмы» по количеству мячей в одном матче. Одиннадцатиметровый удар взялся исполнять Уилли Ферни и был точен — 7:1. За такую победу руководство «Селтика» разрешило игрокам сохранить свои футболки на память, что было большой редкостью в то время.

Болельщики «Рейнджерс» выместили всю свою ярость за подобный результат на футболистах, обвиняя их в безволии. Игроки «Селтика» в послематчевых интервью рассказали, что итог игры предопределили неуверенные действия центрального полузащитника «джерс» Валентайна и голкипера Нивена. В частности, Бобби Коллинз заявил: 
Я не знаю, кто виноват из соперников в подобном поражении. Но, мне кажется, игроки «джерс», а больше всего, Валентайн, не верили своего вратаря. А Нивен не верил ни в Валентайна, ни во всех остальных своих одноклубников. Но это только внешние выводы. Итог один — сегодня мы разгромили «Рейнджерс».
После финального поединка различные газеты вышли с кричащими заголовками: ежедневник «The Times» назвал игру «великолепной выставкой футбола», их коллеги из «The Sunday Post» — «Октябрьской Революцией». Победа «Селтика» в данной встрече поныне остаётся рекордно крупной среди всех решающих встреч британских профессиональных кубков, и таковой же она является в истории дерби «Old Firm».

## Отчёт о матче
| Селтик                                                                 | 7:1      | Рейнджерс   |
| ---------------------------------------------------------------------- | -------- | ----------- |
| Уилсон 22′ · Мохан 44′, 75′ · Макфейл 53′, 67′, 80′ · Ферни 90′ (пен.) | Протокол | Симпсон 58′ |

| СЕЛТИК:         |    |                 |
|                 |    |                 |
| GK              | 1  | Дик Битти       |
| FB              | 2  | Джон Доннелли   |
| FB              | 4  | Шон Фаллон      |
| RH              | 5  | Уилли Ферни     |
| CH              | 3  | Бобби Эванс (к) |
| LH              | 7  | Берти Пикок     |
| RW              | 6  | Чарли Талли     |
| IF              | 8  | Бобби Коллинз   |
| CF              | 11 | Билли Макфейл   |
| IF              | 9  | Сэмми Уилсон    |
| LW              | 10 | Нил Мохан       |
| Главный тренер: |    |                 |
| Джимми Макгрори |    |                 |

| РЕЙНДЖЕРС:      |    |                  |
|                 |    |                  |
| GK              | 1  | Джордж Нивен     |
| FB              | 2  | Бобби Ширер (к)  |
| FB              | 4  | Эрик Колдоу      |
| RH              | 5  | Иан Макколл      |
| CH              | 3  | Джонни Валентайн |
| LH              | 7  | Гарольд Дэвис    |
| RW              | 8  | Алекс Скотт      |
| IF              | 9  | Билли Симпсон    |
| CF              | 10 | Макс Мюррей      |
| IF              | 6  | Сэмми Бэрд       |
| LW              | 11 | Джонни Хаббард   |
| Главный тренер: |    |                  |
| Скот Саймон     |    |                  |

Расшифровка позиций:

GK — вратарь; RB — правый защитник; СВ — центральный защитник; LB — левый защитник; SW — свипер (свободный защитник); RM — правый полузащитник; CM — центральный полузащитник; LM — левый полузащитник; AM — атакующий полузащитник; SS — оттянутый нападающий; CF — центральный нападающий; DF — защитник; MF — полузащитник; FW — нападающий.

## Песня
Летом 1957 года на европейские киноэкраны вышел фильм «Остров в лучах солнца» (англ. Island in the Sun). Титульной музыкальной композицией к нему стала одноимённая песня в исполнении Гарри Белафонте. Мотив быстро стал популярным в Великобритании, достигнув пятой строчки «UK Singles Chart». Болельщики «Селтика» перепели композицию, заменив слова, и вскоре «Hampden in the Sun» зазвучала на матчах глазговцев, как напоминание о впечатляющей победе. Сама фраза стала обозначением финала 1957 года и была использована в других песнях и стихах. Выход одноимённой книги в конце того же года возвёл «Hampden in the Sun» в разряд одного из символов «Селтика».